# Јелова гора
Јелова Гора је планина у западној Србији, спада у групу маљенско-повленских планина у динарском планинском систему. Налази се на деветом километру, североисточно од града Ужица. Јелова Гора је густо пошумљена заталасана висораван, површине од око 20km², на просечној надморској висини од око 850 м, на којој се истичу висови: Ђаков камен (1003м), Преседо, Озколиште и Збориште. Највиши врх планине је Јеленина глава (1011 мнв).

## Хидрографија
Планина je богата водотоцима, са доста изворске воде (Јованова вода, Батина вода, Изворак, Студенац, Самаџинац, у новије време познат као Десанкина чесма). Највећа река која пролази планином је Таталија, спаја се са Тмушом и улива у Скрапеж. 

## Флора и фауна
Највише има букове, грабове, брезове, јасикове, а најмање храстове шуме. У новије време све веће површине прекривене су бором, јелом, смрчом, омориком, планинским чемпресом. Ова планинска лепотица надалеко је позната по боровницама. Хемијски састав земљишта је погодан за ову биљну врсту. Крајем августа на планини се организује свечаност посвећена боровници. 
Јелова гора је планинска зона, богата и разноврсна ловном дивљачи. Најбројније су срне, а има и лисица, зечева, куна, јазаваца и разноврсних шумских птица. 

## Туризам
Средиште туристичких и угоститељских објеката налази се на заравни, испод Зборишта (мотел, одмаралиште Министарства унутрашњих послова и многобројне викендице). Јелова гора још увек није довољно познато излетиште иако је без сумње богата прелепим пејзажима. Складно укомпонована ливадска пространства, живописни пропланци и шуме, лепота неокрњене природе и чист планински ваздух чине ово излетиште веома привлачним.